# Sybra incana
Sybra incana är en skalbaggsart som först beskrevs av Francis Polkinghorne Pascoe 1859.  Sybra incana ingår i släktet Sybra och familjen långhorningar. Inga underarter finns listade i Catalogue of Life.